# Майський (Торбеєвський район)
Ма́йський (рос. Майский, ерз. Майской) — селище у складі Торбеєвського району Мордовії, Росія. Входить до складу Сургодського сільського поселення.
Населення — 9 осіб (2010; 9 у 2002).
Національний склад станом на 2002 рік:
- мокшани — 56 %